# Heber City
Heber City er en amerikansk by og administrativt centrum for det amerikanske county Wasatch County i staten Utah. I 2005 havde byen et indbyggertal på 9.147.

## Ekstern henvisning
- Heber Citys hjemmeside (engelsk)

40°30′24″N 111°24′44″V / 40.5067°N 111.4122°V